# Nervöse Fische
Nervöse Fische ist ein 2004 veröffentlichter Kriminalroman von Heinrich Steinfest.

## Inhalt
Chefinspektor Richard Lukastik wird auf das Dach eines Wiener Wohnhauses gerufen, wo im Pool eine von einem Hai verstümmelte Leiche liegt. Die einzig wertvolle Spur ist ein Hörapparat. Bei der Verfolgung dieser Spur verschwinden zwei Polizisten, doch Lukastik spürt sie auf. Der Hauptverdächtige verschwindet ebenfalls mit ungewollter Hilfe des Chefinspektors, trifft aber bald wieder mit ihm zusammen, um sich nach einem Geständnis vor seinen Augen umzubringen. Schließlich verschwindet auch Lukastik und trifft in einem Begräbnisritual, das nicht für ihn geplant war, auf die ominösen Haie der Art Gemeiner Grundhai. Aus dieser beinahe tödlichen Situation wird er von seinem zuvor von ihm geretteten Assistenten Peter Jordan befreit, dem letzten Menschen, von dem sich der Chefinspektor hätte retten lassen wollen.

## Form
Die Geschichte folgt einem chronologisch linearen Aufbau, auch wenn die Schilderungen der verschiedenen Wesenszüge des Chefinspektors des Öfteren dazu führen, dass ihre Entstehung oder Geschichte in ausladender Form in der Vergangenheit dargestellt wird. Im Allgemeinen wird den detailreichen Ausführungen über Lukastiks Innenleben viel Platz zugestanden. Auffällig ist nach solchen Ausschweifungen der abrupte Wechsel zurück zur Haupthandlung. Die einzelnen Handlungsstränge sind hierbei jeweils durch kausale Verbindungen miteinander verknüpft.

## Personen
Chefinspektor Richard Lukastik: Ein achtundvierzigjähriger, bei seinen Eltern lebender Mann, dessen Religion die Lehre Wittgensteins und dessen Bibel der Tractatus Logico-Philosophicus ist. Sein Verhalten ist geprägt von Ticks und Überheblichkeit anderen gegenüber, was ihn unsympathisch und sonderbar erscheinen lässt. Er bringt sich durch undurchdachte Alleingänge in Gefahr. Sein Beziehungsleben beschränkt sich auf die Erinnerungen an den Inzest mit seiner Schwester. Chefinspektor Richard Lukastik spielte auch eine Rolle in den Romanen Ein dickes Fell (2006) und Mariaschwarz (2008).
Inspektor Peter Jordan: Lukastiks Assistent, der permanent dessen autoritäres Verhalten zu spüren bekommt.
Egon Sternbach: Friseur aus Zwettl.
Tobias Oborin: Graphologe und Autor, das von Haien verstümmelte Opfer des Romans.

## Erzählperspektive
Der Roman bedient sich vorrangig einer personalen Erzählhaltung aus der Perspektive Lukastiks, wobei diese auch abschnittweise (Kapitel 19 und 20) durch Jordans Sicht abgelöst wird.
Beispiel der personalen Erzählweise aus der Innensicht:
1) Lukastiks:
„Doch Lukastik entschied sich gegen diese Möglichkeit. […] Er sah nicht ein, warum man sie zu noch größeren Frechheiten animieren sollte, indem man ihnen unnötig viel Geld nachschmiß. […] Doch weil Lukastik nun mal der Gendarmerie von Zwettl nicht im geringsten vertraute, diesen ganzen Haufen für typische Fettnäpfchentreter hielt, und auch gar nicht bereit war, sogenannte Kollegen über den Auftrag Jordans und Boehms aufzuklären, beschloß er - und zwar genau in dem Moment, da er sein zweites Glas ausgetrunken hatte - sich selbst um den Verbleib seiner beiden Mitarbeiter zu kümmern.“ (S.92*)
2) Jordans:
„Jordan hätte nicht sagen können, ob es eine gute oder eine schlechte Nacht gewesen war. Und noch viel weniger wäre ihm eine Vermutung darüber in den Sinn gekommen, was Kosáry bei dieser Geschichte empfunden hatte. […] Daß man trotz allem das Sie aufrecht erhielt, war sicherlich die bessere Lösung. Fand zumindest Jordan.“ (S. 268*)
Allerdings wird der personale Erzählstil durch einen auktorialen Erzähler abgelöst, der eine ironische Erzählhaltung einnimmt und die verschiedenen Handlungsebenen verbindet. Der Leser erhält so einen weitgehenden Überblick über die Zusammenhänge des Geschehens und der Charaktere.
„Wer genau von den zweien der ältere war, wussten beide nicht. Dieses lächerliche kleine Geheimnis zwischen ihnen war erhalten geblieben wie ein letztes Band, das nicht verbindet, sondern trennt. Natürlich hätte es kaum eine Mühe bereitet, das genaue Geburtsdatum des jeweils anderen herauszufinden. Aber beide Männer schreckten davor zurück. Und das war auch gut so. In ihrer Scheu steckte nichts weniger als eine tiefe Moral.“ (S. 6*)

## Erzählstil
Steinfests Erzählstil zeichnet sich durch eine ironische Betrachtung der Charaktere und der wienerischen Gesellschaft aus, die in ihrer Absurdität überzeichnet werden. Obwohl die Gefühle und das Innenleben der Figuren, insbesondere Lukastiks, detailliert beschrieben  werden, bleibt die Schilderung distanziert. Eine explizite Beurteilung der Protagonisten und ihrer Handlungen wird dabei vermieden. Auffällig ist auch der ironische Unterton, der dem Leser die Paradoxien des Alltags in ausführlichen Ausschweifungen vermittelt.

## Ort und Zeit
Schauplatz der Kriminalgeschichte ist das heutige Wien und Umgebung. Dabei werden sowohl real existierende als auch fiktive Orte in die Geschichte eingebunden.
Die Stadt Wien mit ihren Einwohnern ist dabei nicht nur Haupthandlungsort, sondern auch Objekt zahlreicher Anspielungen.

## Sonstiges
Ein weiterer Roman mit der Hauptfigur Richard Lukastik wurde 2008 unter dem Titel „Mariaschwarz“ veröffentlicht.